# گرهارت هاوپتمان
گرهارت هاوپتمان (به آلمانی: Gerhart Hauptmann) (زاده ۱۵ نوامبر ۱۸۶۲ – درگذشته ۶ ژوئن ۱۹۴۶) نمایشنامه‌نویس آلمانی بود که در سال ۱۹۱۲ میلادی، برندهٔ جایزه نوبل ادبیات شد. وی از معروف‌ترین نمایندگان سبک ناتورالیسم بود که با وجود این به طبع خود در سبک‌های دیگر را نیز آزموده‌است.

## زندگی
گرهارت هاوپتمان در سال ۱۸۶۲ در اوبرزالتسبرون متولد شد. والدین او روبرت و ماری هاوپتمان مدیران هتل بودند. او سه خواهر و برادر از خود بزرگتر داشت. وی در بچگی به دوست داشتن داستان‌های تخیلی معروف بود. بعدها اسم خود را از گرهارد به گرهارت تغییر داد.